# Pallone da pallanuoto

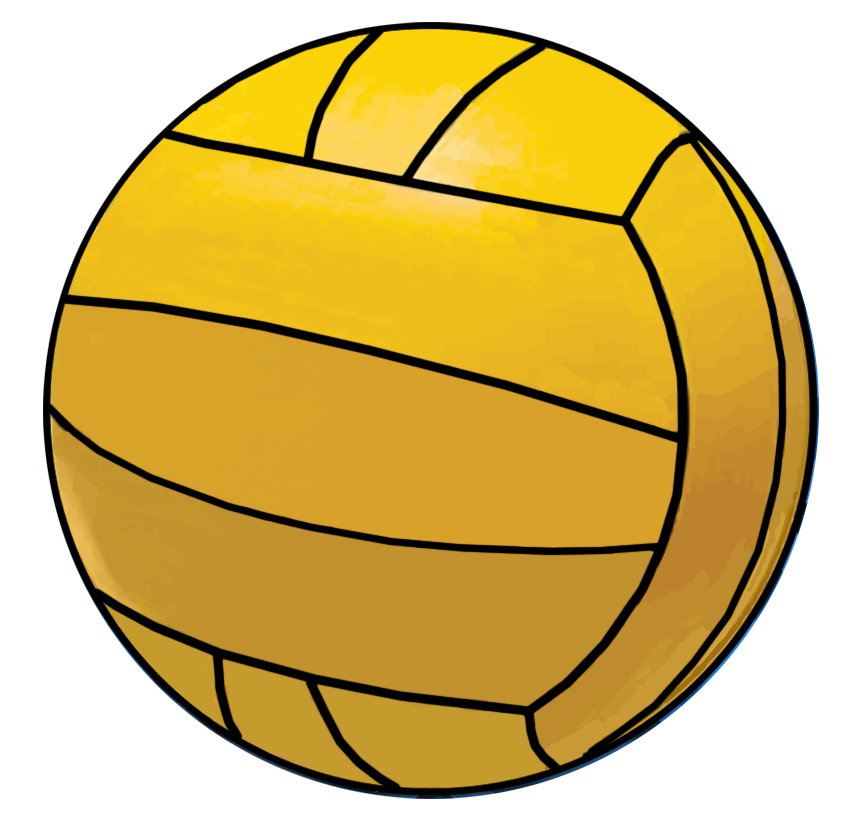
Riproduzione di un pallone da pallanuoto moderno.

Il pallone da pallanuoto è un pallone di forma sferica utilizzato principalmente nella pallanuoto e negli sport da essa derivata, come la canoa polo, il surf polo, la beach waterpolo e l'inner tube water polo. Il pallone durante la sua evoluzione è variato in materiale, dimensione e colori. I palloni moderni sono caratterizzati dal tipico colore giallo e dalla ruvidità della superficie che permette una presa salda (grip) con un'unica mano, nonostante le sue grandi dimensioni.
Ad esso è legato l'origine del termine water polo della lingua inglese, il quale deriva dalla pronuncia inglese della parola palla in lingua balti, pulu.

## Storia

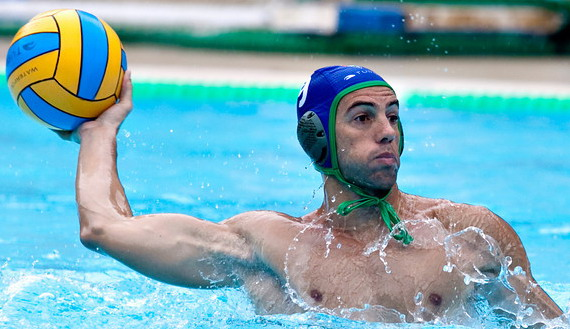
Pallone di nuova generazione con la fascia centrale colorata.

La pallanuoto originaria, risalente alla fine del diciannovesimo secolo, utilizzava una piccola palla di gomma, solitamente della dimensione di circa dieci centimetri. Questa fu poi sostituita da un pallone da calcio, che permetteva, grazie alla sua proprietà di galleggiamento, di nuotare con la palla. Ma anche quest'ultimo fu cambiato a causa dell'eccessivo peso raggiunto quando il cuoio assorbiva l'acqua, e fu sostituito nel 1936 da un pallone progettato da James R. Smith, allenatore di pallanuoto e autore di diversi libri sulla meccanica della pallanuoto. Il pallone, originariamente di color rosso, aveva una camera d'aria gonfiabile e un rivestimento in tessuto di gomma. Successivamente, nel 1948, il colore passò da rosso a giallo, in quanto ritenuto più visibile per gli spettatori. Diventò il pallone ufficiale FINA e pallone olimpico nel 1956.
Nella prima metà del 2005 la FINA ha permesso un cambiamento del design standard dei palloni, consentendo di inserire una striscia colorata (blu, verde, rossa, nera o gialla) tra le due tipiche fasce gialle.
La norma attuale prevede che il pallone da pallanuoto debba essere giallo con le fasce nere, ma la nuova formulazione consentirà di inserire pannelli colorati. Mikasa Sport, produttore della nuova tipologia di palloni colorati, sostiene che le squadre ritengano migliore la colorazione dei palloni per la differenziazione dei palloni maschili e quelli femminili.
Per i Campionati mondiali di Roma 2009 la Mikasa produce un nuovo pallone, il Mikasa W6000W, con un design particolare ed innovativo. Oltre al classico colore giallo sono presenti delle fasce non regolari, identificate come design ad onde, blu e rosa. I materiali utilizzati sono la gomma ed il nylon. Ma, pur dovendo rappresentare un'evoluzione del pallone di pallanuoto, il nuovo pallone della Mikasa viene fortemente criticato da alcuni giocatori. Tra questi Samir Barać, pallanuotista della nazionale croata, che lo paragona all'Adidas Jabulani, pallone da calcio che venne criticato per le strane traiettorie che assumeva. Il pallanuotista croato parlando del Mikasa W6000W afferma:
(Samir Barač)

## Caratteristiche
Il pallone da pallanuoto pesa 400-450 grammi ed è gonfiato a una pressione relativa di 90-97 kPa (13-14 psi) per gli uomini e 83-90 kPa (12-13 psi) per le donne. La circonferenza dei palloni è di 68-71 cm per gli uomini e di 65–67 cm per le donne.